# Merle à œil clair
Turdus leucops
Espèce
Synonymes
- Platycichla leucops

Statut de conservation UICN

 LC  : Préoccupation mineure
Le Merle à œil clair (Turdus leucops) est une espèce de passereaux de la famille des Turdidae.
Il vit dans les Andes du nord et au Venezuela.